# Associazione felina italiana
L'Associazione felina italiana (AFI) è l'associazione gattofila italiana fondata da Mario Caviglia e Will Van Laerè il 10 ottobre 1975 a Gorra (Savona), quale prima associazione felina indipendente.

## Storia
L'AFI ha carattere volontario, è apolitica e non ha fini di lucro. È stata fondata per promuovere l'allevamento delle razze feline domestiche, il loro mantenimento e la divulgazione delle conoscenza, nozioni e scoperte scientifiche in tale ambito.
L'AFI organizza dal 1975 conferenze, esposizioni ed altre manifestazioni; la pubblicazione di periodici, di seminari, di studi, ricerche, e quanto necessario a favorire l'allevamento dei soggetti di razza pura. Dal gennaio 1997 il presidente dell'associazione è Vittoria Duchi. Da questa data l'associazione ha sede a Fiumicino (Roma). Dal 1999 il WCF è parte del World Cat Congress, il congresso mondiale a cui aderiscono le più grandi federazioni feline dove si decidono le linee guida di cooperazione internazionale tra questi organismi.
Dal gennaio 2011, data l'espansione che ha avuto durante il 2010, ha istituito il comitato mostre, che si occupa nello specifico dell'organizzazione degli eventi e della comunicazione tra i soci, con obiettivo di mantenere lo spirito familiare,  di solidarietà e collaborazione tra gli allevatori.
Oggi, l'AFI è una delle organizzazioni del World Cat Federation (WCF), una delle federazione internazionali con sede in Germania. Il WCF partecipa alle consultazioni del Parlamento europeo a Strasburgo ed è corresponsabile per lo sviluppo delle leggi a tutela degli animali.